# Cerneatînți, Hmilnîk
Cerneatînți (în ucraineană Чернятинці) este un sat în comuna Pustoviitî din raionul Hmilnîk, regiunea Vinnița, Ucraina.

## Demografie
Componența lingvistică a localității Cerneatînți
     Ucraineană (98,85%)
     Rusă (1,15%)
Conform recensământului din 2001, majoritatea populației localității Cerneatînți era vorbitoare de ucraineană (98,85%), existând în minoritate și vorbitori de rusă (1,15%).